# Szalontai Lapok
Szalontai Lapok – Nagyszalonta leghosszabb életű magyar nyelvű lapja: 1894-ben indult mint az 1889-től megjelenő Nagy-Szalonta és Vidéke utódja, de új évfolyamszámozással. 
1937 júniusában betiltották és megszűnt.

## Története
Eleinte alcíme „közművelődési hetilap” volt, s szerkesztője Nagy Márton, akinek neve azonban csak 1895-től, mint felelős szerkesztőé szerepel a lapon, Bogdándy Sándor és Czájlik György társszerkesztőkkel együtt. Ebben az időben helyi szerzők (pl. Rozvány Jenő) mellett írása jelenik meg Ábray Károlynak, E. Kovács Gyulának, a váradiak közül Adorján Árminnak, Fehér Dezsőnek, Lovassy Andornak. A tárcarovatban Benedek Elek, Biró Lajos, Kozma Andor elbeszéléseivel, verseivel, cikkeivel is találkozunk.
1904-től a felelős szerkesztő Költő Kálmán, társszerkesztő Kornstein Herman, laptulajdonos Székely J. Jenő; a munkatársak között Ábrányi Emil, Pakots József, Szabolcska Mihály, Szini Gyula neve is felbukkan. 1906-ban beharangozót közöl Ady Endre Új versek c. kötetéről, majd annak megjelenése után terjedelmes tárcát Békessy Imre tollából, egy Ady-vers kíséretében. Felbukkannak a holnapos Miklós Jutka és a szárnyait bontogató Zilahy Lajos írásai is. A Szalontai Lapok ugyanakkor hű tükre Nagyszalonta magyar kulturális életének is: hírek, cikkek olvashatók benne az Arany-kultusszal kapcsolatban, a Bocskai-, a Kossuth-, az Arany-szobrok előkészületeiről, majd felavatásáról, a helyi színházi eseményekről, az Arany Emlék-Egyesület, a Kaszinó rendezvényeiről.
1910-től „független politikai hetilap”-ként (majd 1910. november 20-tól napilapként) jelenik meg, Kiss István szerepel társszerkesztőként a már 1898-tól társszerkesztő Podraczky Rezső mellett, aki a napilappá válás után a nyíltan függetlenségi és 48-as párti szimpátiát felvállaló lap főszerkesztője lesz. A többszöri szerkesztőváltással tarkított „napilap-időszak” mérlege: a belpolitikai eseményekkel foglalkozó írások megszaporodása, kiemelten harcos elkötelezettség a Függetlenségi Párt és az erősödő radikalizmus irányában (különösen amikor Neményi Vilmos, a szociáldemokrata párt helyi titkára, később a baloldali Székely József lesz a Szalontai Lapok felelős szerkesztője), zajos polémiák a Szalontai Friss Újsággal, amely a Tisza család anyagi támogatásával jelenik meg. Az őszirózsás forradalom időszakában „a Járási Munkástanács hivatalos lapja” alcímet viselte, s annak politikai vonalát követte, de a Magyarországi Tanácsköztársaság néhány hónapja alatt inkább mértéktartó volt.
A szépirodalom az 1910 utáni években teljesen kiszorult a Szalontai Lapok oldalairól, legfeljebb a színház-, a sajtó- és a helytörténész talál bőséges híranyagot benne Szalonta múltjának az 1918-as összeomlásig terjedő szakaszára vonatkozóan.
A román hatalomátvétel napjaiban a Szalontai Lapok megjelenése szinte folyamatos volt, 1919 májusában azonban a román cenzúra betiltotta, s csak októberben indulhatott újra, felelős szerkesztőként Faragó Rezsővel. „Politikai napilap”-ként megtartotta korábbi baloldali beállítottságát: vezércikkben méltatta Jászi Oszkár békítő erőfeszítéseit, az új hatalom iránti lojalitással közvetítette-kommentálta a közélet, a politika eseményeit. A trianoni béke aláírása után azonban az újonnan berendezkedő hatalom változtatott korábbi magatartásán, s ez a Szalontai Lapokban is tükröződik: beszámolnak arról, hogy Arany János és Bocskai István arcképeit az új polgármester eltávolíttatta a városháza díszterméből, hogy merényletet követtek el a Kossuth-szobor ellen, s a talapzatáról lezuhant szobor visszaállítását sem engedélyezték. Foglalkozik a Belényes környéki románok betelepítésével a földreform alapján, s cikkezik arról, hogy „bolsevista eszmék terjesztése” vádjával letartóztatták Rozvány Jenőt. Az OMP megalakulása után a Szalontai Lapok egyre inkább hangot ad a kisebbségbe került magyarság jogvédő harcával kapcsolatos eseményeknek.
Közben ismét fajsúlyosabbá válik a hasábjain közölt irodalom: Ady, Kosztolányi Dezső, Szép Ernő, Szini Gyula, az ekkor már ismert Zilahy Lajos, Szombati-Szabó István, Kóró Pál álnéven Kubán Endre írásaival találkozunk, s méltató ismertetőkkel a különböző színtársulatok szereplései és a bemutatott darabok kapcsán.
1924 márciusától új szerkesztő neve tűnik fel a Szalontai Lapok fejlécében: a Serényi Józsefé, akit még ugyanabban az évben Vigh J. Ernő, majd rövid időre Felei Fazekas Bertalan vált fel. 1925 januárjától viszont már csak a laptulajdonos Székely J. Jenő és a szerkesztésért felelő Székely Ármin nevét tartalmazza az impresszum. Ezzel párhuzamosan a helyi eseményekhez és igényekhez sokkal jobban kötődik a lap belső anyaga: rendszeres a Mozi, Sport, Színház rovat, s mellettük gyakran jelenik meg szépirodalom is: főképp az ünnepi (karácsonyi, húsvéti, pünkösdi) számokban Finta Zoltán, Juhász Gyula, Gulácsy Irén, Reményik Sándor, Szombati-Szabó István, Tabéry Géza (1935-ös nagyszalontai fellépése alkalmával Mécs László) verseivel, elbeszéléseivel.
A romániai politikai élet jobbratolódásával a Szalontai Lapok mind nehezebb helyzetbe került, s végül 1937. június 7-én végleg betiltották egyik cikkének „magyar soviniszta irányzata” miatt. Ekkor már Reményi (Rosenbaum) Sándor szerkesztette, aki az időközben visszatérő Serényi Józseftől vette át a lap vezetését 1935-ben.
A bécsi döntés után a laptulajdonos megpróbálta újraindítani a Szalontai Lapokat (a felelős szerkesztői tisztet Szabó Gyula református felekezeti iskolai tanító vállalta), de az 1940. szeptember 6-án megjelent újság mindössze tíz napot ért meg: Nagyszalonta magyar katonai parancsnoka – „zsidó érdekeltségére” hivatkozva – végleg betiltotta.